# 竹中洋
竹中 洋（たけなか ひろし）は、日本の医学者、医師（耳鼻咽喉科）。京都府立医科大学元学長。大阪医科大学名誉教授。京都府立医科大学助教授、大阪医科大学教授、大阪医科大学学長を歴任。

## 経歴
京都府出身。母方の祖父と父が京都府立医科大学に医師として勤務していた。洛星高等学校卒業。
1974年、大阪医科大学医学部卒業。1981年、京都府立医科大学医学博士。
京都府立医科大学助手、愛生会山科病院耳鼻咽喉科部長、福井医科大学附属病院講師、京都府立医科大学講師を経て、1989年、京都府立医科大学助教授。1996年、大阪医科大学教授。
2004年、大阪医科大学附属病院病院長。2009年、大阪医科大学学長。2015年、大阪医科大学学長退任、大阪医科大学名誉教授。同年、日本医療研究開発機構免疫アレルギー疾患等実用化研究事業プログラムオフィサー、医学・医療システム研究所代表理事。2016年、先端医療振興財団臨床研究情報センター客員上席研究員。
2020年から2023年3月まで京都府立医科大学学長を務めた。暴力団幹部の虚偽入院問題が起きたため辞任した吉川敏一の後任として外部から登用された。
2024年、瑞宝中綬章受章。